# Kronologisk lista över händelser i Mölndals kommun
Kronologisk lista över händelser i Mölndals kommun beskriver ett urval av händelser i Mölndals stad och Mölndals kommun
- 1957, 30 september. Olof Carlson och Ernst Karlsson tog de första spadtagen för Folkets Husbygget, och samtidigt flyttade brandkåren in i en modern station.
- 1958, 17 oktober. Det första spadtaget till Mölndals stadshus i kvarteret Forellen, togs av stadsfullmäktiges ordförande Sven Olsson och förre ordföranden Anders Eliasson.
- 1959, 7 september. Biografen Möllan invigs. Premiärfilmen var den tyska "Hjältar". De 416 sittplatserna var utsålda.
- 1959, 20 september. Mölndals Folkets hus invigs av ordförande Olof Carlson.
- 1962, 5 juni. Stadshuset invigs officiellt av landshövding Per Nyström.
- 1962, 21 november. Byggnadsnämnden godkände en ny stadsplan för Åbybergsområdet. Planen omfattade bostäder för omkring 5 000 personer i drygt 1 600 lägenheter, varav 170 i småhus. Det gällde ett område söder om Baaz- och Frölundagatorna och väster om Göteborgs- och Kungsbackavägarna. Söderut skulle området i stort sett följa Balltorpsbäcken västerut till Balltorpsvägen.
- 1963, juni. Sisjöbadet stod klart, med ny badbrygga och upprensning av sjöbotten.
- 1963, 1 augusti. Toltorps folkbibliotek öppnas, med 3 200 bokband i hyllorna.
- 1964, 1 september. Skandinaviens största möbelhus, Gustaf Zackrissons anläggning vid Åbro, invigdes av landshövding Per Nyström. Huset hade en golvyta på 12 000 kvadratmeter.
- 1965, midsommar. Staden får sitt andra utekonstverk. Det är bronsskulpturen Ungdom, utförd av Mölndalskonstnären Arvid Bryth och placerad i grönområdet bakom Stadshuset.
- 1967, vid höstterminen. Åbyskolan invigs med 600 elever. Samtidigt påbörjades bygget av Broslättskolan med låg- och mellanstadium.
- 1968, 8 april. Den nya, 11 våningar höga lasarettsdelen invigs av medicinalrådet Stig Lindgren. Bygget hade kostat 30 miljoner kronor och innehöll 213 vårdplatser.
- 1969, 11 juni. Åby stormarknad öppnas med 900 kvadratmeter yta. Här fanns livsmedel, blommor, frukt, konditori, barn- och damekipering, radio och TV.
- 1969, augusti. Besked om att Krokslätts fabriker skulle läggas ner. Mölnlycke Väfveri AB hade beslutat att avveckla denna Mölndals basindustri. 145 anställda, varav 92 kvinnor, skulle bli utan jobb. Avvecklingen skulle vara avslutad första kvartalet 1971.
- 1970, 17 juni. Första etappen av Kållereds affärscentrum stod klar, och tisdagen den 25 augusti invigde länets hövding Per Nyström det nya servicecentrat.
- 1972, 10 maj. Första spadtaget till Lärarhögskolan togs, som skall vara inflyttningsklar hösten 1974.
- 1972. IKEA i kommundelen Kållered blev invigningsklart. Från starten fanns här 224 anställda.
- 1972, 19 november. Den nya Sionkyrkan vid Baazgatan invigs. Den ersatte den gamla kyrkan vid Kungsbackavägen, som fyllt sin uppgift sedan 1920-talet. Kyrkan rymmer 350 personer.
- 1973. Pripps bryggerier lade en ledning från Kallebäcks källa till företagets anläggning i Västra Frölunda. Denna ledning rostade sönder och lades om både 1976 och 1991. Vid det senaste tillfället utfördes ledningen med rör av rostfritt stål, men när all öl- och läskedryckstillverkning upphört hos Pripps 2002 behövdes inte ledningen längre.
- 1973, mitten av augusti. Första spadtagen för Stensjökyrkan togs av kyrkoherde Lennart Levén och kyrkofullmäktiges ordförande Håkan Törnqvist. På skaftet till spaden stod det "Mölndals kyrka 1888".
- 1974, 9 mars. Stensjökyrkan på Lackarebäcks mosse invigdes av biskop Bertil Gärtner. Arkitekt var Kjell Malmqvist, som lovordades för placeringen av den 300-åriga kyrkklockan, som från 1674 till 1887 varit Fässbergs gamla kyrkas och från sistnämnda år suttit i Mölndals kyrktorn.
- 1975, 15 april. Lärarhögskolan invigdes av utbildningsminister Lena Hjelm-Wallén. Lokalytan var 20 000 kvadratmeter.
- 1975, 22 maj. De första spadtagen tas för de båda is- och simhallsanläggningarna. Medverkande var: kommunfullmäktiges ordförande Sven Olof Olsson, fritidsnämndens ordförande Bengt Johansson och ordföranden i projektgruppen för is- och simhallsbyggena Gunnar Trenning.
- 1976, 7 oktober. Kapp-Ahl och Hennes-Mauritz "tjuvstartar" sina butiker i det nya Mölndalsbro, som invigdes 11-14 november med 100 000 besökare.
- 1977, 17 januari. Det nya Åbybadet slår upp sina portar för allmänheten. Här fanns i 50-metersbassäng, bastu och massor av andra finesser. Först i att bada var Elsa Ekstrand, simlärare och gammal fullmäktigeledamot.
- 1977, slutet av mars. Stationshuset Mölndals Nedre revs, efter 89 år på platsen. En ny byggnad i tegel skulle uppföras.
- 1977, 6 oktober. Mölndals Hembygdsförening Kvarnbygården på Klippgatan invigs, efter omfattande renoveringar. Den "Royska gården" byggdes 1805-1807 av kvarnägare Charles Roy.
- 1977. Världsmästaren i bordtennis Kjell Johansson hyllades och fick motta kommunens guldmedalj. Han utsågs även till Mölndals genom tiderna främste idrottsman.
- 1977, 13 november. Etapp två av Mölndalsbro invigdes, den nya affärsgatan Bergmansgatan. Samtidigt firade man sitt ettårsjubileum.
- 1978, 15 juni. Klockan 10 öppnades Söderleden för trafik, sex månader tidigare än beräknat.
- 1979, 24 augusti. En minnesstenen över de svensk-danska konfrontationerna vid den forna gränsen, invigdes vid Flabäck av dr Elov Lindälv.
- 1979, 12 november. De första spadtagen inför bostadsbyggandet i Balltorp, tas av kommunalråden Sven Olof Olsson och Gunnar Trenning samt Linnea Johansson, ordförande i Förorternas Bostads AB, Förbo, och Lars Erik Wikström, Platzer Bygg. Första etappen omfattade 203 lägenheter, lågstadieskola och förskola, till en kostnad av 54 miljoner kronor.
- 1979, 18 december. Den nya motorvägsdelen mellan Åbro och Kallebäck, invigdes av kommunikationsminister Ulf Adelsohn.
- 1980, 19-20 januari. Bron över Gamla Riksvägen och järnvägen för gång-, cykel och mopedtrafikanter öppnades. Kostnaden för den cirka 200 meter långa bron var 3,2 miljoner kronor.
- 1981, i början av mars. Pingstförsamlingens nya kyrka i Kållered stod färdig. Församlingsmedlemmarna hade under ett och ett halvt år lagt ner 10 000 frivilliga arbetstimmar på bygget, som kostade 1,5 miljoner kronor.
- 1981, mitten av mars. En helikopter spred 60 ton kalk över den försurade Sisjön i ett försök att höja det låga Ph-värdet. På senare år hade abborrebeståndet därigenom hotats.
- 1982, 1 maj. Stadskansliet och drätselkammaren sammanfördes i en enhet, stadskontoret. En stor förändring av Mölndals kommuns centrala förvaltning. Chef för stadskontoret blev Harry Strömberg.
- 1982, till höstterminen. Ekenskolan kunde tas i bruk, med cirka 325 elever. Skolans 7 400 kvadratmeter lokaler kostade 40 miljoner kronor. Rektor var Gunnar Hillerström.
- 1982, 19 oktober. Första spadtaget tas för bostadsbyggande vid Kyrkängen i Lindome. Inflyttning i 246 lägenheter skulle ske under tiden december 1982 till sommaren 1985.
- 1982, oktober. En ny vårdcentral öppnas vid Almåsgången i Lindome.
- 1983, 5 januari. Polismästare Ewert Hagne tog det första spadtaget till det nya polishuset, som skulle uppföras på den öppna tomten norr om Försäkringskassan. Under sommaren 1984 skulle det stå klart, där polisens andel av lokalerna planerades till 4 160 kvadratmeter.
- 1984. Genom ett statsbidrag på 22 miljoner kronor, skulle "Kråkans" lutning minska från 15 till 10 %. Dessutom skulle problematiken med "järnhandelsrondellen" klaras ut genom en förlikning mellan kommunen och Jacobsons järnhandel.
- 1984. Det så kallade S-huset vid Mölndals centrallasarett öppnades, genom invigningstal av sjukvårdsdirektör Sten Åkerström. Det 22 000 kvadratmeter stora bygget hade kostat cirka 210 miljoner kronor.
- 1984, 3 mars. Stadsbiblioteket återinvigdes, efter att ha utökats från 700 till 1 330 kvadratmeter.
- 1984, 21 mars. Astra-koncernens forskningsföretag, Hässle AB, invigde ett nybygge med 150 arbetsplatser. Antalet anställda var därmed cirka 500 vid Hässle i Mölndal.
- 1984, 15 april. Första spadtaget till en ny frikyrka togs av Mölndals frikyrkoförsamling vid den öppna platsen mellan Toltorpsgatan och Lantbruksgatan. Byggkostnaden beräknades till sju miljoner kronor, och invigningen till januari-februari 1985.
- 1984, i mitten av maj. Travbanan Åbys nya restaurang stod färdig och invigdes av Björn Mohlin, styrelsens ordförande. Den 6 000 kvadratmeter stora utökningen beräknades kosta cirka 25 miljoner kronor.
- 1984, 29 augusti. Det nya polishuset togs i bruk. Det gamla huset på Forsåkersgatan, som en gång i tiden var Mölndals sjukstuga, blev istället museum. Först den 9 november skedde den officiella invigningen av landshövding Åke Norling.
- 1984, 21 september. Den så kallade "Jacobsonska rondellen" revs, och till jul samma år skulle en parkeringsplats stå klar på platsen.
- 1984, 9 november. Det nya torget i Mölndals nya centrum invigdes av kommunalrådet Gunnar Skog. Skulptören Lars Spaaks kvarnarbetare "Albert" och Brita Nehrmans "Akta Jorden", flyttades samtidigt dit från Stadshusplanen. Torghistoria: den 4 juli 1925 avlöstes Mölndals gamla torg av Nya Torget, som kompletterades med saluhallen 1937. År 1973 stängdes hallen, och torghandeln flyttades 1974 till Uddängen i Åby. Till det nästan färdigbyggda Mölndalsbro, flyttades den alltså tio år senare.
- 1984, 1 december. Fågelbergskyrkan i Rävekärr invigs av biskop Bertil Gärtner och kyrkoherde Olof Dotevall.
- 1985, i februari. Pepparedsskolan togs i bruk, och hade kostat cirka 13 miljoner kronor. Det var en integrerad lågstadie- och förskolan i Östra Balltorp.
- 1985, 23-24 februari. Bifrostkyrkan invigs av kyrkofullmäktiges ordförande Håkan Törnqvist.
- 1985. Invånarantalet överskrider 50 000.
- 1987, 28 februari. Mölndals museum invigs.
- 1987, 27 februari. Hotell Mölndals Gästeri på Nämndemansgatan, med 42 rum och konferenslokaler, öppnade sin verksamhet.
- 1987, 11 oktober. Invigning av Johanneskyrkan på Werners kulle eller Ekelunden vid Annestorpsvägen i Lindome.
- 1987. Bygget av 113 småhus påbörjas på Kyrkängen i Lindome. Inflyttning från maj 1988 till maj 1989.
- 1987, 5 november. Tidigare kommunalrådet Gunnar Skog invigde OBS-varuhuset i Kållered. Investeringen uppgick till cirka 50 miljoner kronor, och bygget omfattade nära 10 000 kvadratmeter. Antalet anställda var cirka 160.
- 1987, 27 oktober. Till en kostnad av 18,9 miljoner kronor, kunde den 1,8 km långa Ekenleden mellan Torrekullamotet och gamla Ekenleden vid Labackavägen öppnas.
- 1988, 26 mars. Lindome bibliotek invigdes av kommunfullmäktiges ordförande Gunnar Trenning och kulturnämndens ordförande Maj Keidser.
- 1988, 14 juni. Fritidschefen Thure Larsson invigde KronoCamping Göteborg/Åby.
- 1988, under sommaren. Utbyggnaden av Aminogatan och anslutningen till Söderleden och Bifrostgatan blev klar.
- 1988, 25 oktober. Ericsson Radar Electronics meddelade att det planerade bygget i Eklanda var stoppat. Det skulle kostat 200 miljoner kronor, och ge 800 anställda arbete.
- 1989. Byggandet av 145 lägenheter för Stiftelsen Mölndalsbostäder i kvarteret Silverskatten vid Kvarnbyskolan, påbörjas. 140 lägenheter skulle uppföras i Hålsten nära Kikåstippen och 35 lägenheter planerades under året vid Torallaplan. HSB startade ett bostadsbygge med 75 lägenheter i Hålsten, och bostadsrättsföreningen Hultet skulle i Kållered bygga 100 HSB-lägenheter som radhus. Fler HSB-projekt var: 50 lägenheter i flerbostadshus i Kristinedal norr om Stensjön och bostadsrättsföreningen Wennerberg med 35 lägenheter vid Toltorpsgatan-Wallinsgatan.
- 1989, 8 april. Industrimuseet i magasinsbyggnaderna i Götaforsliden invigdes.
- 1989, 12 juni. Omdaningen av Krokslätts Torg startade genom att Siv Jansson, drivande kraft i samrådsgruppen, tog första spadtaget. Bland annat ingick NCC Fastigheters plan för en ny butiks- och kontorsfastighet vid torgets östra sida. Byggnaden skulle kosta 30 miljoner och omfatta 3 700 kvadratmeter. Planerad inflyttning i augusti 1990.
- 1989, under sommaren. Västkustbanans dubbelspår mellan Åbro och Kållered påbörjades. Beräknad kostnad var 53 miljoner kronor.
- 1989. Byggandet av en ny tennishall i Rävekärr söder om Kålleredsbussarnas anläggning påbörjades för Mölndals Tennisklubb. Klubbens arrende gällde till 2013, och omfattade 1,3 hektar mellan Kungsbackavägen och motorvägen och järnvägen.
- 1989, 16 november. Landshövding Kjell A. Mattsson invigde Papyrus Mölndal AB:s naturgaseldade kombikraftverk för el- och ångproduktion. Detta var den första anläggningen i sitt slag i Sverige, och skulle kraftigt minska utsläppen av svavel, kväveoxider och stoft.
- 1992, september. De första hyresgästerna flyttade in i Eklanda by.
- 1996, 18 juni. Fässbergsmotet i korsningen Bifrostgatan–Söderleden invigdes av vägdirektör Bengt Wollfram. Samma dag invigdes även McDonald's i anslutning till motet.
- 1997, 19 juni. Parallellt med Söderleden, invigdes Jolengatan.